# Sint-Barbarabeeld (Schaesberg)
Het Sint-Barbarabeeld is een beeldhouwwerk in de plaats Schaesberg in de Nederlandse gemeente Landgraaf. Het beeld bevindt zich aan de Streeperstraat op het viaduct over de spoorlijn Sittard - Herzogenrath.
Het beeld is opgedragen aan de heilige Barbara van Nicomedië, de beschermheilige van mijnwerkers.

## Geschiedenis
Met de ontginning van de steenkolenlagen van het Zuid-Limburgs steenkoolbekken werden er van heide en ver mensen aangetrokken om te werken in de steenkolenmijnen die verspreid over Limburg gehuisvest werden.
In 1962 werd het Sint-Barbarabeeld opgericht en was van de hand van kunstenaar Wim van Hoorn.

## Beeld
Het beeld staat op een bakstenen sokkel aan het uiteinde van de reling van het viaduct. Het keramische beeld toont de heilige half liggend, terwijl zij in haar rechterhand een gestileerde koeltoren en schachttoren van een kolenmijn vasthoudt en in haar linkerhand en tros vruchten, aren en een ander veldgewas.